# Ministerialiteit
De ministerialiteit is voortgekomen uit middeleeuwse feodale verhoudingen en bestaat uit dienst- of leenadel.
Met het wegvallen van de macht en rechtsverhoudingen van het Romeinse Rijk (5e eeuw n.C.) ontstond in Europa een versnippering van macht. Plaatselijke heersers wierpen zich op als gewapend beschermer (leenheer) van een territorium. In de loop van de vroege middeleeuwen gaf vrijwel iedereen die grond bezat binnen deze territoria, zijn vrijheid op en werd leenman in ruil voor bescherming van de leenheer. Om zijn territorium te besturen gaf de leenheer gebieden uit aan lokale aanzienlijke personen. Deze personen (meliores) wisten hun ambt door de vele onderlinge twisten en oorlogen van hun leenheren erfelijk te maken en weer enkelen van hen, leden van de ministerialiteit, wisten dit erfelijkheidsrecht opgetekend te krijgen in een liber feodorum. Wanneer de leenheer naast erkenning van de erfelijkheid van het ambt vrijheid verleende (of erkende), stegen zij op in de lagere adel.

## Rangen van de ministerialiteit
Alfabetisch:
- Baljuw, veldwachter, politieagent.
- Bannerheer, drager van het banier van de leenheer en legerleider.
- Borgemeester (schatheffer), verantwoordelijk voor het innen van belastingen.
- Drost (lat. Dapifer, drossaard, ambtman), hoogste bestuursinstantie en rechter in een Ambt.
- Hofmeester (lat. Magister curiae), verantwoordelijk voor het hofhuishouden van de leenheer.
- Huisman (Huesmann, lat. Villicus), vrije eigenerfde, ordehandhaver en rechter in een gehucht of boerengemeenschap.
- Kamerheer (lat. Cameriarius, kamerling, rentmeester), belast met het huishouden van het hof, inkomsten en uitgaven van de leenheer.
- Maarschalk (lat. Marscalcus), verantwoordelijk voor de stoeterij, raadgever van de leenheer.
- Meier (lat. Maiorum), stond onder meer in voor de inning van sommige heerlijke belastingen en pachten binnen de meierij en zat de lokale rechtbank voor. Soms was de meierij een erfelijk leen
- Ruwaard, bestuurder van gewest van de landsheer.
- Schenk (Mondschenk) (lat. Pincerna, mundschenk), lid van de hofhouding van de leenheer, belast met het toezicht op de wijnkelder.
- Schult (lat. sculetus, Schout), Ordehandhaver en rechter in een gehucht of boerengemeenschap.